# Guadalema de los Quintero
Guadalema de los Quintero es un pueblo perteneciente al término municipal de Utrera, en la provincia de Sevilla, Andalucía, España. Tiene una población de 535 habitantes (INE 2023).

## Localización y accesos
Está situado en el kilómetro 583 de la N-IV, en dirección al pantano de la Torre del Águila de El Palmar de Troya. Las poblaciones más cercanas a Guadalema de los Quintero son El Torbiscal, Pinzón y Trajano (pertenecientes todas ellas al ayuntamiento de Utrera) y El Palmar de Troya.

## Clima

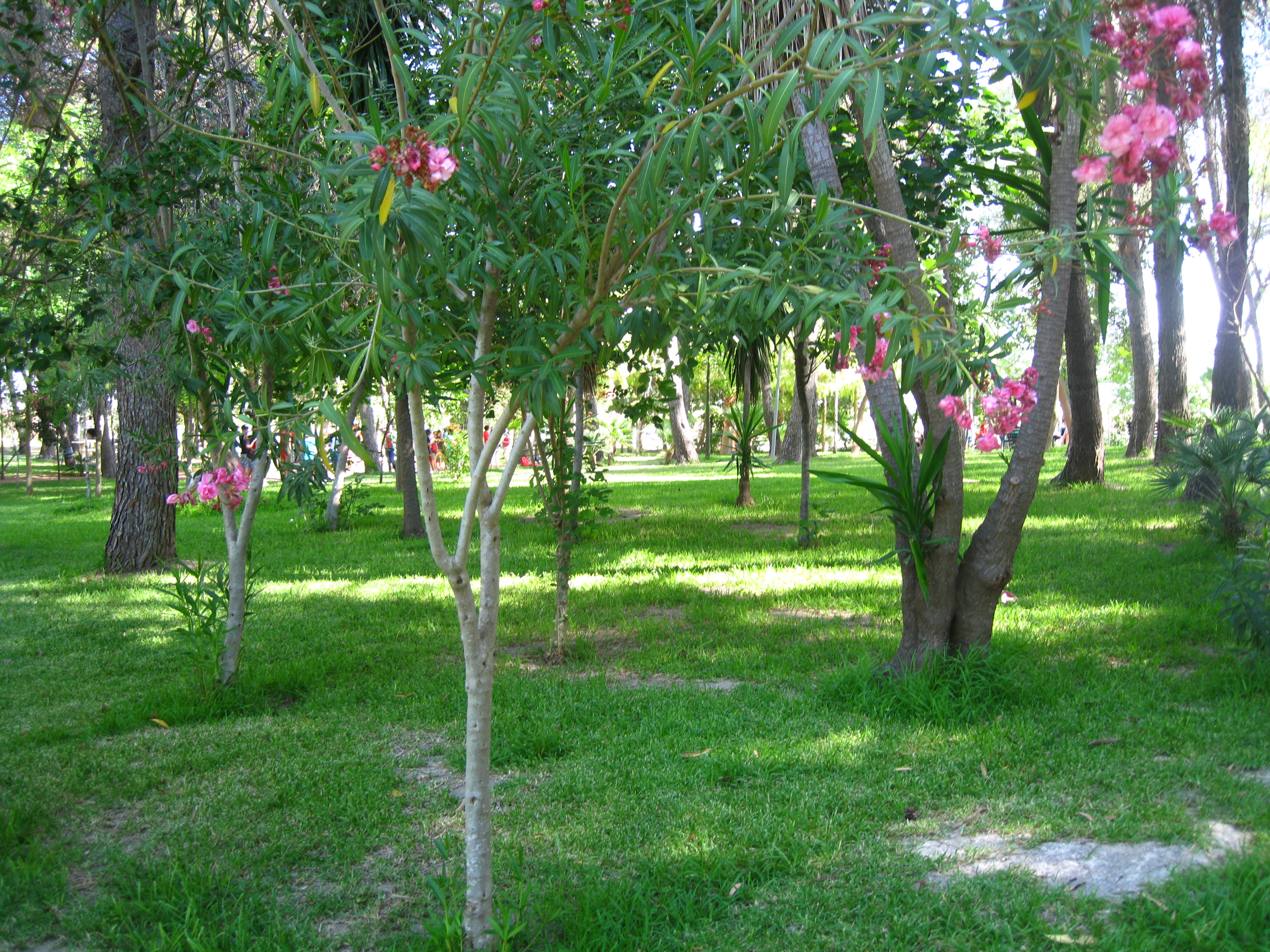
Guadalema de los Quintero (Sevilla), Parque Municipal

El clima en la pedanía de Guadalema de los Quintero es similar al que presentan las localidades cercanas pertenecientes a la Comarca del Bajo Guadalquivir. Se caracteriza por la alternancia anual de un período seco de más de cuatro meses con altas temperaturas y otro (otoño-invierno) húmedo de temperaturas suaves. El tipo climático corresponde al Mediterráneo subtropical o bien seco subhúmedo Mesotérmico. La distribución mensual de las lluvias responden a las pautas mediterráneas, con máximas en otoño-invierno y mínimas muy acusadas en los meses estivales. El 41 % de las lluvias se producen en otoño. La temperatura media anual es de 17,5 °C. La media de las máximas absolutas anuales es 41,9 °C, destacando julio en cuanto a las mensuales con 41,2 °C. El mes frío es enero, siendo la media de sus mínimas absolutas 0,8 °C.

## Etimología

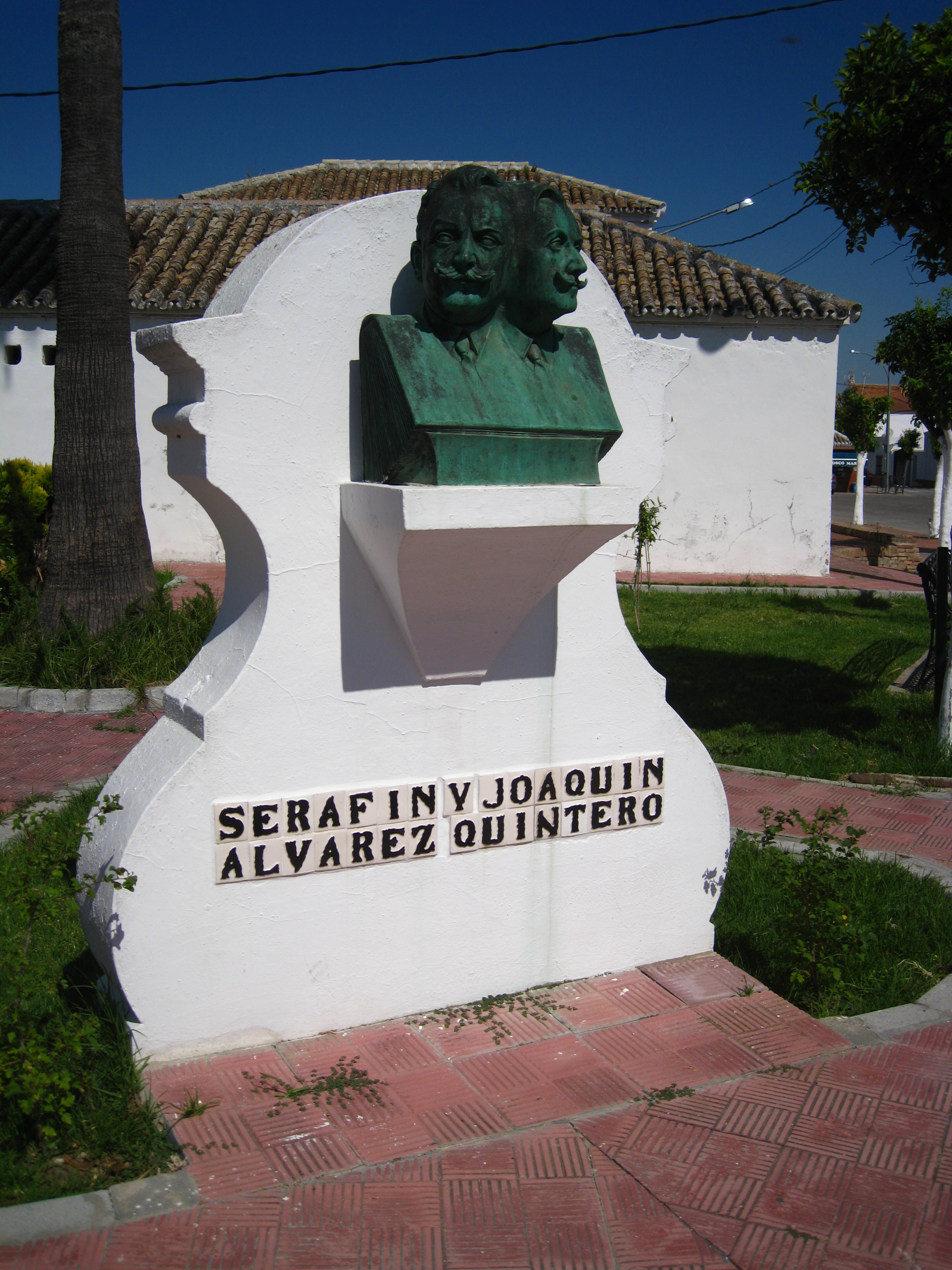
Guadalema de los Quintero (Sevilla), Monumento a Serafín y Joaquín Álvarez Quintero

Su nombre se debe a los comediógrafos Hermanos Álvarez Quintero, Serafín y Joaquín, dos escritores utreranos que destacaron como exponentes del teatro costumbrista andaluz.  Guadalema es el pueblo imaginario que aparece en algunas comedias quinterianas. Todas sus calles tienen nombres de personajes o comedias quinterianas (Quinita Flores, Amores y amoríos, Pasionera,etc.).

## Orígenes
La fundación del poblado se remonta a principios de los años 40 por iniciativa del Instituto Nacional de Colonización, organismo dependiente del Ministerio de Agricultura, creado por la necesidad de repoblar territorios que habían quedado devastados como consecuencia de la Guerra Civil y proceder a su transformación en espacios productivos mediante la reactivación del sector agrario. 
Guadalema de los Quintero llegó a sobrepasar en algunas décadas, la cifra de 3.000 habitantes, no alcanzando el millar en la actualidad. Tuvo, asimismo, consistorio propio.

## Economía local
Sus habitantes, compuestos por colonos y sus familiares, están dedicados a la agricultura, principalmente, al cultivo del algodón y a la ganadería, sobre todo, bovina.
En la última década hay una incipiente industria centrada en el sector de la fabricación de utillaje eléctrico y en el de conservación de carreteras.

## Patrimonio arquitectónico
Pueblo de estilo andaluz, con casas blancas con tejadillos y azoteas, rejas afiligranadas por las que asoman macetas y enredaderas y calles limpias y tranquilas adornadas con verdes naranjos.

## Fiestas, ferias y eventos
- Cabalgata de Reyes (5 de Enero).

- Carnaval (Sobre el 20 de Febrero).

- Semana Santa (Marzo o Abril, según calendario).

- Romería en Honor de San Isidro Labrador (Mediados de Mayo).
- Santa Misa y Procesión de Nuestra Señora de las Veredas, Patrona de Guadalema de los Quinteros (15 de Agosto).

- Pestiñada (Mediados de Diciembre).